# Základní umělecká škola Letovice
Základní umělecká škola Letovice se nachází v obci Letovice, asi 45 km od Brna. Jde o školu s dlouholetou tradicí a je velice vyhlášenou školou v okrese Blansko. Jde o příspěvkovou organizaci Jihomoravského kraje.
Má za sebou spoustu úspěchů v různých kategoriích jako například ve hře na hudební nástroj, výtvarném oboru a tanečním oboru. Dříve se základní umělecké školy nazývaly například lidové školy umění nebo hudební školy.

## Historie
- 1952 - Škola byla založena 1. října 1952 pod názvem "Hudební škola". Vyučovalo se zde ve ztížených podmínkách.
- 1971 - Zlepšení přišlo až roku 1971, když škola získala novou budovu. Budova měla větší prostory pro výuku.
- 1989 - Největší přelom nastal roku 1989. Škola získala lepší vybavení a rozšířily se prostory.

## Obory
- Hudební
- Výtvarný
- Literárně-dramatický
- Taneční

## Taneční obor
Taneční obor je důležitou částí celé školy, který rozvíjí nadání žáků a snaží se jim rozšířit možnosti. Tento obor se rozděluje do několika věkových kategorií, první věková kategorie začíná již u předškoláků. Ti žáci, kteří dosáhli taneční průpravy jsou seskupeni do jedné taneční skupiny.

### Taneční skupina
Tato taneční skupina je dívčí. Skupina se skládá z 10 dívek ve věku od 13 - 17 let pod vedením paní Lenky Procházkové. Zabývá se jak moderním tancem, tak i tancem při doprovodu Velkého dechového orchestru Letovice. Velkou částí úspěchů je reprezentace v ostatních zemích Evropy s orchestrem, kde získali spoustu ocenění. Mezi navštěvované země patří Chorvatsko, Španělsko, Polsko a mnohé další. Mezi další reprezentace patří plesy, společenské akce a festivaly. Mezi nejznámější mezinárodní festivaly patří FIJO Cheb a Chelmno.

## Hudební obor
Vyučované hudební nástroje:
klavír, elektrické klávesy, flétna, housle, kytara, harmonika, trubka, pozoun, lesní roh, saxofon, bicí, klarinet a další.

### Velký dechový orchestr
Velkou chloubou celé školy je Velký dechový orchestr, který sklízí spousty úspěchů po celé Evropě s taneční skupinou, kterou doprovází při tanci. Orchestr se skládá přibližně ze 70 aktivních hráčů. Orchestr se skládá z nástrojů jako jsou flétny, klarinety, bicí, trubky, pozouny, lesní rohy, saxofony, křídlovky, tenory, tuby, barytony, a další. Orchestr získal 2. místo na mezinárodní soutěži v Praze v roce 2008, dále 1. místo na mezinárodní soutěži v Litvínově v roce 2007.
Komorní smyčcovy soubor
Jedná se o soubor pod vedením Libora Suchého, DiS.

## Přehled ředitelů
| Od   | Do   | Jméno a příjmení   |
| ---- | ---- | ------------------ |
| 1952 | 1958 | Ladislav Novák     |
| 1958 | 1961 | Stanislav Dokoupil |
| 1961 | 1963 | Jaroslav Novák     |
| 1963 | 1968 | Věra Migelová      |
| 1968 | 1979 | Miloslav Krejsa    |
| 1979 | 2000 | Petr Halamka       |
| 2000 | 2023 | Petr Křivinka      |